# Surrender, Dorothy (película de 2006)
Surrender, Dorothy (Ríndete, Dorothy) es una película de televisión del 2006, escrita por Meg Wolitzer, dirigida por Charles McDougall con una adaptación hecha por Matthew McDuffie y producida en asociación con CBS Productions. Fue doblada en México y transmitida por el canal de cable Studio Universal.

## Sinopsis
Tras la muerte de su hija Sara en un trágico accidente, Natalie enfrenta su pérdida visitando a los amigos de su hija. Poco a poco, Natalie se mete en la vida de los compañeros más cercanos de Sara, y comienza a descubrir verdades que jamás imaginó. 

## Reparto
- Diane Keaton es Natalie Swerdlow.
- Tom Everett Scott es Adam.
- Alexa Davalos es Sara.
- Lauren German es Maddy.
- Josh Hopkins es Peter.
- Chris Pine es Shawn.
- Marnie Crossen es Mrs. Moyles.
- Peter Riegert es Mel.
- Myra McWethy es Kay.